# Leslye Lazo
Leslye Carol Lazo Villón (Lima, 30 de octubre de 1980) es una abogada y política peruana. Es parlamentaria andina para el periodo 2021-2026 y fue congresista de la República en el periodo parlamentario 2020-2021.

## Biografía
Nació en Lima el 30 de octubre de 1980. Estudió la carrera de Derecho y Ciencias Políticas en la Universidad Mayor de San Marcos y en la Universidad Inca Garcilaso de la Vega. Donde obtuvo el título de abogada.
Trabajó como asesora legal en la Notaria Sergio A. del Castillo, en el Gobierno Regional de Loreto y en la Notaria Banda González.

## Vida política

### Congresista
En las elecciones parlamentarias del 2020, fue elegida como congresista de la república por Acción Popular, con 67 069 votos, para el periodo parlamentario 2020-2021.
En su labor parlamentaria, se desempeñó como presidenta de la Comisión de Justicia y Derechos Humanos. Lazo también votó a favor en los dos procesos de vacancia contra el expresidente Martín Vizcarra acusado por delitos de corrupción.

### Parlamentaria andina
En las elecciones generales del 2021, Lazo postuló al Parlamento Andino por Acción Popular encabezando la lista y fue elegida , con 132 506 votos, para el periodo 2021-2026.